# Patellapis ruwensorensis
Patellapis ruwensorensis är en biart som först beskrevs av Embrik Strand 1911.  Patellapis ruwensorensis ingår i släktet Patellapis och familjen vägbin. Inga underarter finns listade i Catalogue of Life.